# Dichrorampha pentheriana
Dichrorampha pentheriana is een vlinder uit de familie bladrollers (Tortricidae). De wetenschappelijke naam is voor het eerst geldig gepubliceerd in 1917 door Rebel.
De soort komt voor in Europa.